# Alberto Destro
Alberto Destro (né le 25 août 1966 à Milan) est un coureur cycliste italien, actif dans les années 1980 et 1990. Resté amateur, il remporte de nombreuses courses nationales et régionales. Il est également sélectionné en équipe d'Italie, notamment pour la Course de la Paix 1989, où il obtient diverses places d'honneur. 

## Palmarès
- 1986
  - Trophée de la ville de Castelfidardo
- 1987
  - Circuito del Porto-Trofeo Arvedi
  - Milan-Busseto
  - 2e du Trofeo Papà Cervi
  - 2e du Trophée Matteotti amateurs
  - 3e de la Coppa San Geo
  - 3e du Gran Premio della Liberazione
- 1988
  - 2e du Trophée Raffaele Marcoli
- 1989
  - Coppa San Geo
- 1990
  - Milan-Tortone
- 1991
  - Coppa Caivano
  - 2e du Trofeo Papà Cervi
- 1992
  - Trophée de la ville de Castelfidardo
  - 2e du Trofeo Papà Cervi
  - 3e de la Coppa San Geo
- 1993
  - Circuito Castelnovese
  - Gran Premio Sannazzaro
  - 2e de la Coppa San Geo
  - 2e du Trofeo Franco Balestra
- 1994
  - Targa d’Oro Città di Legnano
- 1995
  - Coppa San Geo
  - 5e étape de la Semaine cycliste bergamasque
  - Circuito del Porto-Trofeo Arvedi